# Coupe du monde de patinage de vitesse sur piste courte 2014-2015
Navigation
Édition précédente Édition suivante
La coupe du monde de Short-track 2014-2015 se déroulera entre le 7 novembre 2014 à Salt Lake City (États-Unis) et le 15 février 2015 à Izmir (Turquie). La compétition est organisée par l'Union internationale de patinage.
Les différentes épreuves sont le 500 mètres, 1 000 mètres, 1 500 mètres et le relais par équipes chez les hommes et chez les femmes.
Cette compétition est composée de 6 manches. Les différentes villes qui accueillent l'évènement sont par ordre chronologique Salt Lake City (États-Unis), Montréal (Canada), Shanghai (Chine), Séoul (Corée du Sud), Dresden (Allemagne), puis Izmir (Turquie).

## Résultats

### Hommes

#### Salt Lake CityÉtats-Unis
| Date            | Distance       | Gagnant            | Second           | Troisième        |
| 9 novembre 2014 | 500 m          | John-Henry Krueger | Sjinkie Knegt    | Wu Dajing        |
| 8 novembre 2014 | 1 000 m        | Victor An          | Park Se-yeong    | Sjinkie Knegt    |
| 9 novembre 2014 | 1 000 m        | Seo Yi-ra          | Semen Elistratov | Rouslan Zakharov |
| 8 novembre 2014 | 1 500 m        | Sin Da-woon        | Charles Hamelin  | Lee Jung-su      |
| 9 novembre 2014 | 5 000 m relais | Russie             | Chine            | États-Unis       |

#### MontréalCanada
| Date             | Distance       | Gagnant        | Second            | Troisième          |
| 15 novembre 2014 | 500 m          | Wu Dajing      | Dmitry Migunov    | Kwak Yoon-gy       |
| 16 novembre 2014 | 500 m          | Dmitry Migunov | Vladimir Grigorev | John-Henry Krueger |
| 16 novembre 2014 | 1 000 m        | Sin Da-woon    | Semen Elistratov  | Shaolin Sandor Liu |
| 15 novembre 2014 | 1 500 m        | Park Se-yeong  | Sin Da-woon       | Sjinkie Knegt      |
| 16 novembre 2014 | 5 000 m relais | Corée du Sud   | Hongrie           | Royaume-Uni        |

#### ShanghaiChine
| Date             | Distance       | Gagnant         | Second             | Troisième          |
| 13 décembre 2014 | 500 m          | Kwak Yoon-gy    | Shaolin Sandor Liu | Dmitry Migunov     |
| 14 décembre 2014 | 500 m          | Dmitry Migunov  | John-Henry Krueger | William Preudhomme |
| 14 décembre 2014 | 1 000 m        | Charles Hamelin | Sjinkie Knegt      | Shaolin Sandor Liu |
| 13 décembre 2014 | 1 500 m        | Sin Da-woon     | Kwak Yoon-gy       | John-Henry Krueger |
| 14 décembre 2014 | 5 000 m relais | Corée du Sud    | Pays-Bas           | Canada             |

#### SéoulCorée du Sud
| Date             | Distance       | Gagnant     | Second        | Troisième       |
| 21 décembre 2014 | 500 m          | Seo Yi-ra   | Sjinkie Knegt | Charles Hamelin |
| 20 décembre 2014 | 1 000 m        | Wu Dajing   | Kwak Yoon-gy  | Sjinkie Knegt   |
| 20 décembre 2014 | 1 500 m        | Sin Da-woon | Chen Dequan   | Park Se-yeong   |
| 21 décembre 2014 | 3 000 m        | Lee Jung-su | Kwak Yoon-gy  | Sin Da-woon     |
| 21 décembre 2014 | 5 000 m relais | Pays-Bas    | Canada        | Chine           |

#### DresdeAllemagne
| Date           | Distance       | Gagnant          | Second            | Troisième       |
| 8 janvier 2015 | 500 m          | Dmitry Migunov   | François Hamelin  | Kwak Yoon-gy    |
| 7 février 2015 | 1 000 m        | Semen Elistratov | Vladimir Grigorev | Sjinkie Knegt   |
| 7 février 2015 | 1 500 m        | Sin Da-woon      | Park Se-yeong     | Chen Dequan     |
| 8 février 2015 | 1 500 m        | Semen Elistratov | Han Seung-soo     | Charles Hamelin |
| 8 février 2015 | 5 000 m relais | Pays-Bas         | Hongrie           | Chine           |

#### IzmirTurquie
| Date            | Distance       | Gagnant          | Second        | Troisième       |
| 15 janvier 2015 | 500 m          | Viktor Knoch     | Wu Dajing     | Charles Hamelin |
| 14 février 2015 | 1 000 m        | Semen Elistratov | Sjinkie Knegt | Sin Da-woon     |
| 15 février 2015 | 1 000 m        | Sin Da-woon      | Victor An     | Patrick Duffy   |
| 14 février 2015 | 1 500 m        | Han Tianyu       | Chen Dequan   | Victor An       |
| 15 février 2015 | 5 000 m relais | Chine            | Corée du Sud  | Pays-Bas        |

### Femmes

#### Salt Lake CityÉtats-Unis
| Date            | Distance       | Gagnant            | Second          | Troisième          |
| 9 novembre 2014 | 500 m          | Fan Kexin          | Arianna Fontana | Marianne St-Gelais |
| 8 novembre 2014 | 1 000 m        | Marianne St-Gelais | Choi Min-jeong  | Fan Kexin          |
| 9 novembre 2014 | 1 000 m        | Shim Suk-hee       | Kim Alang       | Valérie Maltais    |
| 8 novembre 2014 | 1 500 m        | Shim Suk-hee       | Kim Alang       | Arianna Fontana    |
| 9 novembre 2014 | 3 000 m relais | Corée du Sud       | Chine           | Canada             |

#### MontréalCanada
| Date             | Distance       | Gagnant         | Second             | Troisième    |
| 15 novembre 2014 | 500 m          | Fan Kexin       | Marianne St-Gelais | Jeon Ji-soo  |
| 16 novembre 2014 | 500 m          | Arianna Fontana | Jeon Ji-soo        | Lin Yue      |
| 16 novembre 2014 | 1 000 m        | Shim Suk-hee    | Choi Min-jeong     | Guo Yihan    |
| 15 novembre 2014 | 1 500 m        | Choi Min-jeong  | Arianna Fontana    | Shim Suk-hee |
| 16 novembre 2014 | 3 000 m relais | Corée du Sud    | Italie             | Russie       |

#### ShanghaiChine
| Date             | Distance       | Gagnant        | Second             | Troisième          |
| 13 décembre 2014 | 500 m          | Fan Kexin      | Marianne St-Gelais | Kim Alang          |
| 14 décembre 2014 | 500 m          | Li Hongshuang  | Lin Yue            | Kasandra Bradette  |
| 14 décembre 2014 | 1 000 m        | Choi Min-jeong | Shim Suk-hee       | Marianne St-Gelais |
| 13 décembre 2014 | 1 500 m        | Han Yutong     | Shim Suk-hee       | Li Hongshuang      |
| 14 décembre 2014 | 3 000 m relais | Corée du Sud   | Chine              | Canada             |

#### SéoulCorée du Sud
| Date             | Distance       | Gagnant        | Second             | Troisième      |
| 21 décembre 2014 | 500 m          | Fan Kexin      | Jeon Ji-soo        | Elise Christie |
| 20 décembre 2014 | 1 000 m        | Han Yutong     | Marianne St-Gelais | Elise Christie |
| 21 décembre 2014 | 1 500 m        | Choi Min-jeong | Han Yutong         | Noh Do-hee     |
| 20 décembre 2014 | 3 000 m        | Choi Min-jeong | Tao Jiaying        | Lee Eun-byul   |
| 21 décembre 2014 | 3 000 m relais | Chine          | Corée du Sud       | Russie         |

#### DresdeAllemagne
| Date           | Distance       | Gagnant         | Second         | Troisième          |
| 8 janvier 2015 | 500 m          | Arianna Fontana | Elise Christie | Fan Kexin          |
| 7 février 2015 | 1 000 m        | Kim Alang       | Fan Kexin      | Marianne St-Gelais |
| 7 février 2015 | 1 500 m        | Choi Min-jeong  | Noh Do-hee     | Agne Sereikaite    |
| 8 février 2015 | 1 500 m        | Shim Suk-hee    | Kim Alang      | Tao Jiaying        |
| 8 février 2015 | 3 000 m relais | Canada          | Italie         | France             |

#### IzmirTurquie
| Date            | Distance       | Gagnant         | Second             | Troisième      |
| 15 janvier 2015 | 500 m          | Fan Kexin       | Sofia Prosvirnova  | Elise Christie |
| 14 février 2015 | 1 000 m        | Elise Christie  | Kasandra Bradette  | Shim Suk-hee   |
| 15 février 2015 | 1 000 m        | Arianna Fontana | Yui Sakai          | Kim Boutin     |
| 14 février 2015 | 1 500 m        | Arianna Fontana | Marianne St-Gelais | Kim Boutin     |
| 15 février 2015 | 3 000 m relais | Chine           | Corée du Sud       | Canada         |

## Classements finaux

### Hommes
| Distance       | Gagnant          | Second        | Troisième       |
| 500 m          | Dmitry Migunov   | Wu Dajing     | Kwak Yoon-gy    |
| 1 000 m        | Semen Elistratov | Sjinkie Knegt | Sin Da-woon     |
| 1 500 m        | Sin Da-woon      | Chen Dequan   | Charles Hamelin |
| 5 000 m relais | Pays-Bas         | Corée du Sud  | Chine           |

### Femmes
| Distance       | Gagnante       | Seconde            | Troisième          |
| 500 m          | Fan Kexin      | Jeon Ji-soo        | Marianne St-Gelais |
| 1 000 m        | Shim Suk-hee   | Marianne St-Gelais | Choi Min-jeong     |
| 1 500 m        | Choi Min-jeong | Shim Suk-hee       | Han Yutong         |
| 3 000 m relais | Corée du Sud   | Chine              | Canada             |